# Kozlov (powiat Zdziar nad Sazawą)
Kozlov – miejscowość i gmina (obec) w Czechach, w kraju Wysoczyna, w powiecie Zdziar nad Sazawą. W 2022 roku liczyła 189 mieszkańców.